# Riolama leucostictus
Riolama leucostictus är en ödleart som beskrevs av  George Albert Boulenger 1900. Riolama leucostictus ingår i släktet Riolama och familjen Gymnophthalmidae. Inga underarter finns listade i Catalogue of Life.
Arten förekommer i området kring platåberget Monte Roraima i södra Venezuela.